# Eduard Wirths
Eduard Wirths (ur. 4 września 1909 w Würzburgu, zm. 20 września 1945 w Hövelhof) – zbrodniarz hitlerowski, doktor medycyny, lekarz SS w obozach koncentracyjnych Dachau, Neuengamme, Auschwitz-Birkenau, Mittelbau-Dora i Bergen-Belsen oraz SS-Sturmbannführer.
W okresie od września 1942 do stycznia 1945 sprawował bezpośrednią kontrolę nad dwunastoma lekarzami przeprowadzającymi eksperymenty pseudomedyczne w Auschwitz-Birkenau, w tym nad Josefem Mengele.

## Życiorys
Od 1 maja 1933 do 1 sierpnia 1934 członek SA, NSDAP (nr partyjny 3 139 549) oraz SS (nr identyfikacyjny 311 594). Od grudnia 1936 do marca 1937 pracował w służbie zdrowia w Sonnebergu, a do września 1938 jako asystent w uniwersyteckiej klinice kobiecej w Jenie. Następnie odbył praktykę lekarską w Merchingen koło Würzburga. W 1940 pracował w Reichsärztekammer.
Od maja 1940 roku służył w zapasowej kompanii sanitarnej Waffen-SS, po czym przeniesiono go do 6 Dywizji Górskej SS „Nord”. Brał udział w działaniach bojowych na froncie wschodnim, za które został odznaczony m.in. Krzyżem Żelaznym II klasy (Eisernes Kreuz II Klasse) oraz Wojennym Krzyżem Zasługi II i I klasy z Mieczami (Kriegsverdienstkreuz II und I Klasse mit Schwertern).
Był lekarzem obozowym (SS-Lagerarzt) w Dachau od 22 kwietnia 1942 do 14 lipca 1942, a następnie został naczelnym lekarzem garnizonowym (SS-Standortarzt) w Neuengamme. 1 września 1942 przeniesiono go na takie samo stanowisko do Auschwitz-Birkenau, które piastował do 27 stycznia 1945. Następnie został naczelnym lekarzem garnizonowym w Mittelbau-Dora (Nordhausen) między 28 stycznia 1945 a kwietniem 1945, po czym objął taką samą funkcję w Bergen-Belsen.
Kierował selekcjami niezdolnych do pracy więźniów do komór gazowych i nadzorował Akcję 14f13. Wybierał również więźniów do eksperymentów pseudomedycznych. Samodzielnie natomiast Wirths prowadził od marca 1943 badania doświadczalne nad rakiem szyjki macicy. Polegały one na wziernikowym badaniu szyjki, przy użyciu płynu Lugola i kwasu octowego, które miało na celu wykrywanie stanów przedrakowych. Jeśli przypadek wydawał się mu podejrzany, Wirths dokonywał rodzaj stożkowej amputacji szyjki, odsyłając materiał do pracowni histopatologicznej w Monachium. Wirths kazał sobie pomagać niemieckiemu lekarzowi-więźniowi dr Samuelowi. Aby przetestować nową szczepionkę, przeprowadził eksperymenty na czterech więźniach, umyślnie zarażając ich tyfusem, w wyniku czego dwóch z nich zmarło.
Z drugiej strony wielokrotnie korzystał z prawa apelacji podczas procesów prowadzonego przez obozowe gestapo, ratując w ten sposób więźniów. Ponadto poprawił katastrofalne warunki w obozie, aby powstrzymać epidemię tyfusu, a także zakazał służbie sanitarnej SS podawania inwalidom zastrzyków z fenolu bez nadrzędnej decyzji władz. Według byłego więźnia Hermanna Langbeina „niechętnie brał on udział w działaniach aparatu zagłady obozu koncentracyjnego” i zatrudniał w szpitalu wybranych więźniów jako lekarzy, a także starał się zapobiegać ich okrutnemu traktowaniu.
W lecie 1945 oddał się w ręce Brytyjczyków i we wrześniu tego roku popełnił samobójstwo w więzieniu. W 2023 roku jego nazwisko pojawiło się na tablicy wystawionej w jego rodzinnej miejscowości ku pamięci „żołnierzy poległych w II wojnie światowej”.